# Bad Dürkheim
Bad Dürkheim je německé lázeňské a krajské město stejnojmenného okresu na okraji Falckého lesa.

## Geografie
Bad Dürkheim leží na východní straně Falckého lesa na Německé vinné stezce asi 30 kilometrů východně od Kaiserslauternu a 20 kilometrů západně od Ludwigshafenu a Mannheimu. 15 kilometrů jižně je Neustadt an der Weinstraße. Územím obce procházejí spolkové dálnice 37 a 271. Od západu k východu protéká městem řeka Isenach.

### Místní části
1. Grethen
2. Hardenburg
3. Hausen
4. Leistadt
5. Seebach
6. Ungstein a Pfeffingen

## Náboženství
V roce 2007 bylo 42,8 procent obyvatel evangelického vyznání a 25,3 procent katolického vyznání.

## Partnerská města
- Paray-le-Monial
- Wells
- Kreuzburg
- Kempten

## Slavní obyvatelé a rodáci
- Johann Michael Hartung (1708–1763), stavitel varhan
- Georg Friedrich Dentzel (1755–1828), farář a generál
- Gottlieb Wilhelm Bischoff (1797–1854), botanik
- Johann Georg Lehmann (1797–1876), historik
- Rudolph Eduard Christmann (1814–1867), politik
- Jan-Daniel Georgens (1823–1886), učitel a lékař
- Johann Heinrich Bonawitz, (1839–1917) skladatel
- Albert Fitz (1842–1885), biolog
- August Exter (1858–1933), architekt
- Anna Croissant-Rust (1860–1943) spisovatelka, dramatička
- Friedrich Bühler (1863–1944), politik
- Philipp Fauth (1867–1941), astronom
- Karl Heinz Rahn (* 1937), lékař
- Hans Georg Löffler (* 1953), politik